# Juice=Juiceシャープ2 -¡Una más!-
『Juice=Juice#2 -¡Una más!-』（ジュースジュースシャープ2 ウナ・マス）は、Juice=Juiceの2枚目のオリジナルアルバム。2018年8月1日にアップフロントワークス（hachamaレーベル）から発売された。

## 概要
- 前作「First Squeeze!」より3年ぶりであり[7]、梁川奈々美・段原瑠々・稲場愛香加入後初となるオリジナルアルバム[6]。また、宮崎由加・金澤朋子・高木紗友希・宮本佳林にとっては本作が最後の参加アルバムであり、梁川奈々美にとっては最初で最後のオリジナルアルバムである[6][注 1]。

発売形態
- 初回生産限定盤・通常盤の2形態でリリース。
- 初回生産限定盤・通常盤共通で2枚組CDアルバム、また初回生産限定盤のみの特典として7thシングル「Next is you!/カラダだけが大人になったんじゃない」〜10thシングル「SEXY SEXY/泣いていいよ/Vivid Midnight」のMusic Video・Dance Shot Ver.・Close-Up Ver.・TV-SPOT及び本アルバムのジャケット撮影メイキング映像が収録されたBlu-ray Discが付属。
- CDリリースと同日に主要音楽配信サイトにて配信が開始された（ハイレゾ含む）[8]。

## 収録曲

### Disc.1
1. Fiesta! Fiesta! (4:22)
  - 作詞: 井筒日美、作曲: エリック・フクサキ、編曲: 大久保薫
  - 1stデジタルシングル
  - 歌：宮崎由加・金澤朋子・高木紗友希・宮本佳林・植村あかり・梁川奈々美・段原瑠々
2. SEXY SEXY  (4:26)
  - 作詞・作曲: つんく、編曲: 平田祥一郎
  - 10thシングル
  - 歌：宮崎由加・金澤朋子・高木紗友希・宮本佳林・植村あかり・梁川奈々美・段原瑠々
3. 泣いていいよ (4:56)
  - 作詞: 大森祥子、作曲・編曲: 中村瑛彦
  - 10thシングル
  - 歌：宮崎由加・金澤朋子・高木紗友希・宮本佳林・植村あかり・梁川奈々美・段原瑠々
4. Vivid Midnight (4:05)
  - 作詞: 児玉雨子、作曲: SEION, Tasco, Tenzo、編曲: Tasco, Tenzo
  - 10thシングル
  - 歌：宮崎由加・金澤朋子・高木紗友希・宮本佳林・植村あかり・梁川奈々美・段原瑠々
5. 地団駄ダンス (3:49)
  - 作詞: 児玉雨子、作曲: BLACC HOLE ＆ NOBB-D、編曲: BLACC HOLE & NOBB-D with T
  - 9thシングル
  - 歌：宮崎由加・金澤朋子・高木紗友希・宮本佳林・植村あかり
6. Feel!感じるよ (3:58)
  - 作詞: 三浦徳子、作曲・編曲: 中村瑛彦
  - 9thシングル
  - 歌：宮崎由加・金澤朋子・高木紗友希・宮本佳林・植村あかり
7. Dream Road〜心が躍り出してる〜 (4:59)
  - 作詞・作曲: つんく、編曲: 江上浩太郎
  - 8thシングル
  - 歌：宮崎由加・金澤朋子・高木紗友希・宮本佳林・植村あかり
8. KEEP ON 上昇志向!! (4:24)
  - 作詞・作曲: 前山田健一、編曲: ダンス☆マン/ブラスアレンジ: 川松久芳
  - 8thシングル
  - 歌：宮崎由加・金澤朋子・高木紗友希・宮本佳林・植村あかり
9. 明日やろうはバカやろう (3:34)
  - 作詞: 福田花音、作曲・編曲: 板垣祐介
  - 8thシングル
  - 歌：宮崎由加・金澤朋子・高木紗友希・宮本佳林・植村あかり
10. Next is you! (4:30)
  - 作詞・作曲: つんく、編曲: 大久保薫
  - 7thシングル
  - 「NEXT YOU」名義での歌唱。
  - 歌：宮崎由加・金澤朋子・高木紗友希・宮本佳林・植村あかり
11. カラダだけが大人になったんじゃない (4:16)
  - 作詞・作曲: つんく、編曲: 平田祥一郎
  - 7thシングル
  - 歌：宮崎由加・金澤朋子・高木紗友希・宮本佳林・植村あかり

### Disc.2
1. Never Never Surrender (3:55)
  - 作詞: 児玉雨子、作曲: 星部ショウ、編曲: 大久保薫
  - 2017年10月～11月開催のライブツアー「Juice=Juice LIVE AROUND 2017～Beyond the Beyond～」よりライブ用として先行披露されていた楽曲[9]。
  - 歌：宮崎由加・金澤朋子・高木紗友希・宮本佳林・植村あかり・梁川奈々美・段原瑠々
2. 如雨露(Album Version) (4:11)
  - 作詞: 児玉雨子、作曲: YUKO、編曲: 大久保薫
  - 2017年6月16日より配信限定でリリースされていた楽曲のニューバージョン。
  - 歌：宮崎由加・金澤朋子・高木紗友希・宮本佳林・植村あかり・梁川奈々美・段原瑠々
3. TOKYOグライダー (4:16)
  - 作詞: 唐沢美帆、作曲: 星部ショウ、編曲: 松井寛
  - 2017年10月～11月開催のライブツアー「Juice=Juice LIVE AROUND 2017～Beyond the Beyond～」よりライブ用として先行披露されていた楽曲[10]。
  - 歌：宮崎由加・金澤朋子・高木紗友希・宮本佳林・植村あかり・梁川奈々美・段原瑠々
4. シンクロ。 (4:20)
  - 作詞: 井筒日美、作曲: 星部ショウ、編曲: 浜田ピエール裕介
  - 新曲。
  - 歌：宮崎由加・金澤朋子・高木紗友希・宮本佳林・植村あかり・梁川奈々美・段原瑠々・稲場愛香
5. あばれてっか?! ハヴアグッタイ (4:30)
  - 作詞: 児玉雨子、作曲・編曲: ダンス☆マン
  - 2017年2月～4月開催のライブツアー「Juice=Juice LIVE AROUND 2017～NEXT ONE～」よりライブ用として先行披露されていた楽曲[11]。当時のタイトル表記は「あばれてっか？！ハブアグッタイ」。
  - 歌：宮崎由加・金澤朋子・高木紗友希・宮本佳林・植村あかり・梁川奈々美・段原瑠々
6. 素直に甘えて (3:48)
  - 作詞: NOBE、作曲: 星部ショウ、編曲: 鈴木俊介
  - 新曲。
  - 歌：宮崎由加・金澤朋子・高木紗友希・宮本佳林・植村あかり・梁川奈々美・段原瑠々・稲場愛香
7. Goal〜明日はあっちだよ〜(Album Version) (5:00)
  - 作詞・作曲: 近藤薫、編曲: 近藤薫&沢頭たかし
  - 2017年5月19日より配信限定でリリースされていた楽曲のニューバージョン。
  - STV「熱烈!ホットサンド!」9月期のエンドテーマ[12]。
  - 歌：宮崎由加・金澤朋子・高木紗友希・宮本佳林・植村あかり・梁川奈々美・段原瑠々
8. 銀色のテレパシー (4:19)
  - 作詞: 児玉雨子、作曲: 星部ショウ、編曲: 高橋諭一
  - 2017年2月～4月開催のライブツアー「Juice=Juice LIVE AROUND 2017～NEXT ONE～」よりライブ用として先行披露されていた楽曲[13]。
  - 歌：宮崎由加・金澤朋子・高木紗友希・宮本佳林・植村あかり・梁川奈々美・段原瑠々
9. この世界は捨てたもんじゃない (4:23)
  - 作詞: 井筒日美、作曲・編曲: 中村瑛彦
  - 2017年2月～4月開催のライブツアー「Juice=Juice LIVE AROUND 2017～NEXT ONE～」よりライブ用として先行披露されていた楽曲[14]。
  - 歌：宮崎由加・金澤朋子・高木紗友希・宮本佳林・植村あかり・梁川奈々美・段原瑠々
10. 禁断少女 (4:57)
  - 作詞・作曲: 大橋莉子、編曲: 平田祥一郎
  - 新曲。
  - 歌：宮崎由加・金澤朋子・高木紗友希・宮本佳林・植村あかり・梁川奈々美・段原瑠々・稲場愛香
11. 大人の事情 (4:03)
  - 作詞・作曲: つんく、編曲: 平田祥一郎
  - 2016年3月2日より配信限定でリリースされていた楽曲。
  - 「NEXT YOU」名義での歌唱。
  - 歌：宮崎由加・金澤朋子・高木紗友希・宮本佳林・植村あかり
12. Wonderful World(2018 English Ver.) (4:14)
  - 作詞・作曲: イイジマケン、編曲: gaokalab
  - 1stデジタルシングル「Fiesta! Fiesta!」カップリング曲のニューバージョン。
  - 歌：宮崎由加・金澤朋子・高木紗友希・宮本佳林・植村あかり・梁川奈々美・段原瑠々

### Disc.3
| #   | タイトル                                                | 作詞 | 作曲・編曲 |
| --- | ------------------------------------------------------- | ---- | ---------- |
| 1.  | 「Next is you!」(Music Video)                           |      |            |
| 2.  | 「Next is you!」(Dance Shot Ver.)                       |      |            |
| 3.  | 「Next is you!」(Close-up Ver.)                         |      |            |
| 4.  | 「カラダだけが大人になったんじゃない」(Music Video)     |      |            |
| 5.  | 「カラダだけが大人になったんじゃない」(Dance Shot Ver.) |      |            |
| 6.  | 「カラダだけが大人になったんじゃない」(Close-up Ver.)   |      |            |
| 7.  | 「Dream Road～心が躍り出してる～」(Music Video)         |      |            |
| 8.  | 「Dream Road～心が躍り出してる～」(Dance Shot Ver.)     |      |            |
| 9.  | 「Dream Road～心が躍り出してる～」(Close-up Ver.)       |      |            |
| 10. | 「KEEP ON 上昇志向!!」(Music Video)                     |      |            |
| 11. | 「KEEP ON 上昇志向!!」(Dance Shot Ver.)                 |      |            |
| 12. | 「KEEP ON 上昇志向!!」(Close-up Ver.)                   |      |            |
| 13. | 「明日やろうはバカやろう」(Music Video)                 |      |            |
| 14. | 「明日やろうはバカやろう」(Dance Shot Ver.)             |      |            |
| 15. | 「明日やろうはバカやろう」(Close-up Ver.)               |      |            |
| 16. | 「地団駄ダンス」(Music Video)                           |      |            |
| 17. | 「地団駄ダンス」(Dance Shot Ver.)                       |      |            |
| 18. | 「地団駄ダンス」(Close-up Ver.)                         |      |            |
| 19. | 「Feel!感じるよ」(Music Video)                          |      |            |
| 20. | 「Feel!感じるよ」(Dance Shot Ver.)                      |      |            |
| 21. | 「Feel!感じるよ」(Close-up Ver.)                        |      |            |
| 22. | 「SEXY SEXY」(Music Video)                              |      |            |
| 23. | 「SEXY SEXY」(Dance Shot Ver.)                          |      |            |
| 24. | 「SEXY SEXY」(Close-up Ver.)                            |      |            |
| 25. | 「泣いていいよ」(Music Video)                           |      |            |
| 26. | 「泣いていいよ」(Dance Shot Ver.)                       |      |            |
| 27. | 「泣いていいよ」(Close-up Ver.)                         |      |            |
| 28. | 「Vivid Midnight」(Music Video)                         |      |            |
| 29. | 「Vivid Midnight」(Dance Shot Ver.)                     |      |            |

## 参加メンバー
- 宮崎由加、金澤朋子、高木紗友希、宮本佳林、植村あかり
- 梁川奈々美、段原瑠々
- 稲場愛香